# セルビオーラ級哨戒艦
セルビオーラ級哨戒艦（セルビオーラきゅうしょうかいかん、スペイン語: Patrulleros clase Serviola）は、スペイン海軍が運用する哨戒艦の艦級。

## 来歴
本級は、アトレヴィダ級コルベットを更新するための哨戒艦（OPV）として、1989年2月に発注された。建造段階ではミラノ級（B-215型）と称されており、当初はより小型で軽武装（満載1,360トン、全長65.3メートル、武装は70口径40mm単装機銃のみ）の計画であった。

## 設計
設計面では、メキシコ海軍向けのアギラ級をベースとしており、改ハルコン型と称される。船型は中央船楼型を採用した。安定化のためフィンスタビライザーを備えており、また艦尾甲板はヘリコプター甲板とされている。シー・ステート4の海況でもヘリコプターの発着が可能である。ベル 212の発着にも対応できる広さを確保しているが、格納庫や給油設備は有さない。
艦砲としては人力操砲のMk.26 3インチ緩射砲を船楼前端に備えているが、これは砲側照準のほか、アルコアC型光学方位盤による方位盤射撃も可能である。また3番艦は、このほかに、MSP-4000 光学捜索装置を試験的に搭載した。弾薬としては、76.2mm砲弾200発と12.7mm弾7,000発を搭載している。62口径76mm単装速射砲への後日換装を見込んだ設計になっているほか、有事には、メロカCIWSやシースパロー個艦防空ミサイル、ハープーン艦対艦ミサイル、M/50 375mm対潜ロケット発射機の搭載も可能な設計となっている。

## 同型艦一覧
全艦がイサル社のフェロル造船所（2005年よりナバンティア社に移管）で建造された。当初は5番艦も計画されていたが、これは実現しなかった。
| #   | 艦名                     | 起工       | 就役      | 母港                                 |
| --- | ------------------------ | ---------- | --------- | ------------------------------------ |
| P71 | セルビオーラ Serviola    | 1989年10月 | 1991年3月 | フェロル                             |
| P72 | センティネーラ Centinela | 1990年1月  | 1991年9月 | ラス・パルマス・デ・グラン・カナリア |
| P73 | ビヒーア Vigía           | 1990年6月  | 1992年3月 | カディス                             |
| P74 | アタラージャ Atalaya     | 1990年10月 | 1992年6月 | フェロル                             |